# Убийство Роберта Кеннеди
Убийство Роберта Фрэнсиса Кеннеди, сенатора Соединённых Штатов Америки и брата убитого президента Джона Кеннеди, произошло вскоре после полуночи 5 июня 1968 года, в Лос-Анджелесе, штат Калифорния, во время предвыборной кампании президентских выборов в стране 1968 года.

## Предыстория
Роберт Кеннеди вёл предвыборную кампанию с середины марта 1968 года (фактически с января 1968 года). Он был одним из самых популярных и наиболее вероятных кандидатов в президенты США. Во внутренней политике сенатор Кеннеди призывал к равенству белых и чёрных, к поддержке профсоюзов и бедных слоев населения, а во внешней политике он выступал за мирное урегулирование войны во Вьетнаме, улучшение советско-американских отношений путем переговоров по ядерному оружию, а также за поддержку Израиля на Ближнем Востоке.
Ситуация в 1968 году была очень напряженной. 4 апреля в Мемфисе (штат Теннесси) был убит лидер движения за гражданские права чернокожих граждан США Мартин Лютер Кинг, поддерживавший Роберта Кеннеди. Это убийство вызвало массовые беспорядки во многих городах США, а также дало повод для обсуждения в прессе возможности покушения на Бобби Кеннеди.
На протяжении весны 1968 года Кеннеди одерживал победы на праймериз Демократической партии. В частности, он победил в штате Индиана и в столичном округе Колумбия. К началу июня кандидат в президенты сумел заручиться поддержкой в основных городах Калифорнии и Южной Дакоты, победы в которых открывали ему прямой путь на съезд демократов, где Роберта должны были избрать единым кандидатом от Демократической партии.
4 июня 1968 года в Калифорнии и Южной Дакоте состоялись праймериз, на которых Роберт Кеннеди одержал победу.
В ночь с 4 на 5 июня сенатор Роберт Кеннеди находился в самом роскошном отеле Лос-Анджелеса «Амбассадор», основанном ещё в 1921 году и всемирно известном тем, что именно здесь проводились церемонии вручения кинопремии «Оскар». Сразу после объявления о результатах праймериз сенатор Кеннеди выступил в бальном зале отеля перед своими сторонниками. После этого ему предстояло дать пресс-конференцию в другом зале. Для того чтобы сократить путь, Кеннеди решил пройти через кухню, соединяющую оба зала. Когда он шёл через кухню, то был ранен несколькими выстрелами из револьвера, и на следующий день, через 26 часов после ранения, он умер в госпитале Доброго Самаритянина (англ. Good Samaritan Hospital).
Серхан Серхан, 24-летний палестинско-иорданский иммигрант, был осуждён за убийство Кеннеди и в настоящее время отбывает пожизненное заключение. Адвокаты Серхана опубликовали заявления, утверждая, что имеют доказательства того, что его подставили. Существует звукозапись момента покушения: в помещении находился внештатный корреспондент одной из газет Станислав Прушински, и его кассетный магнитофон был включен. Утверждается, что на этой записи можно услышать до тринадцати выстрелов. Серхан стрелял из 8-зарядного револьвера, отсюда появилась версия, что был и второй стрелок.
Тело Кеннеди покоилось в Соборе Святого Патрика в Нью-Йорке в течение двух дней, после чего 8 июня состоялась похоронная месса. Тело было предано земле на Арлингтонском национальном кладбище рядом с могилой его брата Джона (в настоящее время покоится также рядом с могилами братьев Джозефа и Эдварда). Его смерть инициировала начало защиты кандидатов в президенты со стороны Секретной службы Соединённых Штатов. Хьюберт Хамфри продолжил предвыборную борьбу за пост президента от Демократической партии и первоначально выигрывал, но в конечном счёте проиграл президентские выборы Ричарду Никсону.
Как и убийство его брата Джона, убийство Роберта Кеннеди и его обстоятельства породили множество теорий заговора. По состоянию на 2023 год Кеннеди остаётся одним из двух сенаторов США, убитых во время пребывания в должности (другим является Хьюи Лонг).

## Убийство Роберта Кеннеди в культуре
- В советском телефильме «Вашингтонский корреспондент» (1972) убийство Роберта Кеннеди показано с точки зрения советского журналиста, работающего в США.
- Убийство кандидата в президенты США в фильме «Заговор „Параллакс“» (1974) отдаленно напоминает убийство Роберта Кеннеди.
- Сюжет художественного фильма «Бобби» (2006) вращается вокруг событий 4 июня 1968 года, произошедших в отеле «Амбассадор».
- В конце 8-й серии мини-сериала «Клан Кеннеди» происходит убийство Роберта Кеннеди, а в начале 1-й серии мини-сериала «Клан Кеннеди: После Камелота» (2017) показаны похороны Роберта Кеннеди.